# فايزونز
فايزونز (بالفرنسية: Fisons)‏ كانت شركة صناعة دوائية وكيميائية بريطانية تأسست عام 1843. كان مقرها في إبسوتش في المملكة المتحدة.
كان أول منتج قامت الشركة بإنتاجه هو السوبرفوسفات من النجو المتحجر.
كانت الشركة مدرجة في سوق لندن للأوراق المالية وكانت في فترة ما ضمن فوتسي 100.
استحوذت عليها رون بولنك في عام 1995.